# Wohn- und Wirtschaftsgebäude Lahend 30
Das Wohn- und Wirtschaftsgebäude Lahend 30 in der niedersächsischen Stadt Rotenburg (Wümme), Ortsteil Borchel, wurde in der zweiten Hälfte des 18. Jahrhunderts gebaut. Aktuell (2025) wird es zum Wohnen genutzt.
Das Gebäude steht unter Denkmalschutz (siehe auch Liste der Baudenkmale in Rotenburg (Wümme)).

## Geschichte und Beschreibung
Rotenburg entstand um 1195. Es gehört zum heutigen Landkreis Rotenburg (Wümme). Borchel liegt 9 km nördlich vom Kernort Rotenburg.
Das eingeschossige traufständige Wohn- und Wirtschaftsgebäude als Zweiständer-Hallenhaus, auf Backsteinsockel, in Fachwerk und Unterrähmkonstruktion mit Steinausfachungen, ziegelgedecktem Krüppelwalmdach und Grooter Door mit Korbbogen, wurde 1788 für Johann Dieterich H. Bünning und Meta Magaretha Bühnin (Inschrift) gebaut. Das Innengerüst mit Utlucht und Kammerfach blieb erhalten. Der Hof liegt an einem Stichweg.
Das Landesdenkmalamt befand u. a.: „… ortsgeschichtlicher, gebäudetypischer, hof- und landschaftbildprägender Zeugniswert ….“